# أندرو براون (لاعب كرة قدم أمريكية)
أندرو براون (بالإنجليزية: Andrew Brown)‏ هو لاعب كرة قدم أمريكية أمريكي، ولد في 30 ديسمبر 1995 في تشيسابيك في الولايات المتحدة.

## وصلات خارجية
- أندرو براون على موقع مرجع كرة القدم المحترفة.كوم (الإنجليزية)